# Rolls-Royce Phantom II
La Phantom II è  un'autovettura prodotta dalla Rolls-Royce dal 1929 al 1935. Sostituì la Phantom I.

## Il contesto
Montava il motore installato sulla Phantom I. Era un sei cilindri in linea con valvole in testa. Il monoblocco era formato, a differenza di quello montato sulla Phantom I, da un'unica unità e produceva una potenza di 108 hp a 2.300 giri al minuto. I pistoni avevano una corsa di 139,7 mm e un alesaggio di 107,9 mm, per una cilindrata di 7668 cm³. La testata era in alluminio. È stato il propulsore a sei cilindri più grande prodotto dalla Rolls-Royce.
Il cambio era manuale a quattro velocità; dal 1932 fu montato un cambio sincronizzato per la terza e la quarta marcia e, dal 1935, anche sulla seconda. La vettura era a trazione posteriore.
A differenza del modello precedente montava sospensioni a balestra semiellittica, oltre che sull'avantreno, anche sul retrotreno. L'impianto frenante era di tipo servoassistito sulle quattro ruote.
Furono prodotti in totale 1680 esemplari (di cui 278 versione "Continental"). Di questi, 1555 con guida a destra e 125 con guida a sinistra.